# Endurance (nave)

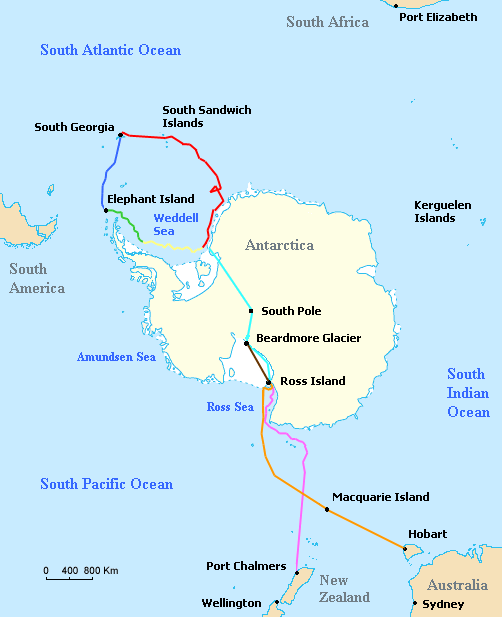
Rappresentazione della rotta tenuta dalla Endurance, dalla James Caird, e dall'Aurora, rotta via terra al deposito provviste della spedizione nel mare di Ross e la pianificata rotta via terra nel mare di Weddell della spedizione trans-antartica guidata da Ernest Shackleton nel 1914-1915:
Rosso: il viaggio dell'Endurance.
Giallo: la deriva dell'Endurance bloccata dai ghiacci.
Verde: il percorso, a piedi ed in scialuppa, degli uomini di Shackleton dopo il naufragio della nave sino all'isola Elephant.
Blu: il viaggio della James Caird sino alla Georgia del Sud.
Turchese: il percorso originale della spedizione trans-antartica.
Gruppo del mare di Ross:
Arancio : il viaggio dell'Aurora
Rosa: l'Aurora rompe gli ormeggi e va alla deriva lasciando 10 uomini in Antartide.
Marrone : percorso per l'installazione dei depositi di provviste.

L'Endurance fu la nave utilizzata dall'esploratore antartico britannico Ernest Shackleton per il suo viaggio più famoso, la spedizione imperiale trans-antartica (Imperial Trans-Antarctic Expedition).

## Storia

### Caratteristiche
Fu varata in Norvegia il 17 dicembre 1912 dai cantieri navali Framnaes Schipyard con il nome di Polaris.
Si trattava di un veliero 3 alberi, dotato anche di un motore a singola elica sviluppante una potenza di circa 350 CV, che le consentiva una velocità media di 10 nodi (circa 19 km/h), progettato espressamente per le esplorazioni artiche.
Le sue dimensioni erano di 43,9 m di lunghezza e 7,6 m di larghezza per una stazza di 350 short ton (320 tonnellate).
Costruita per conto di armatori norvegesi che la volevano destinare a crociere nel Mar Glaciale Artico, per problemi economici venne venduta due anni dopo il varo, nel 1914, sottocosto, all'esploratore britannico Shackleton, per l'importo di 11.700 sterline.

### La spedizione Endurance
Ribattezzata Endurance dal nuovo proprietario, salpò verso l'Antartide il 1º agosto dello stesso anno per iniziare la spedizione trans-antartica imperiale, raggiunse i mari australi dopo 5 mesi di navigazione, ma la sua vita tra i ghiacci perenni fu molto breve: rimase infatti bloccata nel pack il 19 gennaio 1915 e dopo alcuni mesi di agonia dovette essere completamente abbandonata dall'equipaggio il 27 ottobre, per affondare definitivamente il 21 novembre, dopo ben 281 giorni dall'incagliamento.
Della gloriosa nave riuscirono a sopravvivere solo 3 lance, due cutter a vela (la Stancomb Willis e la Dudley Docker) e la James Caird, classica baleniera lunga sei metri, con la quale Ernest Shackleton, partendo dall'isola Elephant, percorse 650 miglia nautiche di avventurosa traversata nei mari antartici fino a raggiungere l'isola della Georgia del Sud, da dove erano partiti 522 giorni prima, per chiedere soccorso, permettendo così di salvare tutto l'equipaggio.

### Il ritrovamento
Il 9 marzo 2022 il Falkland Maritime Heritage Trust ha annunciato che, nell'ambito della spedizione Endurance22, è stato localizzato il relitto della Endurance ad una profondità di 3.008 metri nel Mare di Weddell, a circa sei chilometri da dove l'imbarcazione si era inabissata nel 1915.
Grazie all'utilizzo di due droni sottomarini dotati di telecamera ad alta risoluzione, è stato possibile constatare il grande stato di conservazione del relitto, dovuto all'assenza di organismi che si nutrono del legno e alla bassa temperatura delle acque antartiche. È stato possibile individuare i danni causati dalla pressione del ghiaccio che squarciarono lo scafo facendo affondare la nave. Sono stati individuati anche alcuni oggetti appartenuti all’equipaggio, come indumenti e stoviglie, e sono state osservate le vele aggrovigliate. Sebbene gli alberi della nave si siano spezzati, presumibilmente durante l'inabissamento, la chiglia è praticamente integra ed è ancora possibile leggerne a poppa le lettere dorate che compongono il nome della nave.
Il relitto dell'Endurance è protetto in quanto Sito Storico e Monumento dal Trattato Antartico. I ricercatori hanno assicurato che durante i rilevamenti e l'esame del relitto nulla verrà toccato né portato in superficie.
L'operazione è costata 10 milioni di dollari, donati da un anonimo finanziatore. È stata supportata da una rompighiaccio sudafricana, la Agulhas II, e da due droni sommergibili dotati di telecamera ad alta risoluzione. Il relitto è stato individuato proprio grazie ai droni sottomarini, che hanno scandagliato il fondale del Mare di Weddell per circa 12 ore al giorno per un mese, prima che il relitto fosse scoperto.